# Rhyothemis fenestrina
Rhyothemis fenestrina är en trollsländeart som först beskrevs av Jules Pièrre Rambur 1842.  Rhyothemis fenestrina ingår i släktet Rhyothemis och familjen segeltrollsländor. IUCN kategoriserar arten globalt som livskraftig. Inga underarter finns listade i Catalogue of Life.